# جرج الیوت
جرج الیوت (به انگلیسی: George Eliot) (نام واقعی: ماری آن اوانز) (زادهٔ ۲۲ نوامبر ۱۸۱۹ در چیلور کتون در وارویکشایر انگلستان - درگذشتهٔ ۲۲ دسامبر ۱۸۸۰ در لندن) رمان‌نویس انگلیسی دوران ویکتوریا است. آثار او به‌خاطر دیدگاه‌های رئالیست و روان‌شناختی شهرت دارند.
آثار معروف او ادام بید (۱۸۵۹)، آسیاب کنار فلوس (۱۸۶۰)، سایلاس مارنر (۱۸۶۱)، میدل‌مارچ (۱۸۷۱–۷۲) و دانیل دروندا (۱۸۷۶) هستند.

## زندگی
ماری آن اوانز نام مستعار مردانهٔ جورج الیوت را برای خود انتخاب کرد تا اطمینان یابد آثارش مورد توجه جدی مخاطبان قرار می‌گیرند. اگرچه نویسندگان زن در آن زمان آزادانه نام اصلی‌شان را در آثار خود می‌نوشتند، اما او نمی‌خواست صرفاً یک نویسندهٔ داستان‌های عاشقانه باشد. وی از پدری نجار و بنّا متولد شد و فرزند سوم خانواده بود. اولین اثر ادبی مهم او در سن ۴۳ سالگی (۱۸۶۲) منتشر شد، که ترجمهٔ «زندگی مسیح»، اثر «داوید اشتراوس» بود.
در سال ۱۸۶۴ «آموس بورتون»، اولین قسمت از سری داستان‌های «صحنه‌های زندگی روحانی»، را در مجلهٔ «بلک‌وود» منتشر کرد. اولین رمان کاملش در سال ۱۸۵۹ به‌نام «آدام بید» به‌چاپ رسید که مورد استقبال فراوان و البته کنجکاوی مردم قرار گرفت. بعد از موفقیت رمان «آدام بید» تا ۱۵ سال بعد از آن به نوشتن رمان‌های محبوب ادامه داد. در همان سال رمان «آسیاب رودخانهٔ فلاس» را نوشت و آن را به شریک زندگی اش «جورج هنری لیوس» تقدیم کرد. آخرین رمان جورج الیوت در سال ۱۸۷۳ به نام «دانیل دروندا» منتشر شد. این نویسنده روز ۲۲ دسامبر ۱۸۸۰ بعد از دو سال درگیری با بیماری کلیوی در سن ۶۱ سالگی درگذشت.
معروف‌ترین رمان الیوت «میدل‌مارچ» (۱۸۷۱–۱۸۷۲) است که نقطهٔ عطفی در تاریخ رمان محسوب می‌شود. بعد از «جین آستین»، هیچ نویسنده‌ای به‌اندازهٔ الیوت در آثارش صریحاً به بیان مشکلات اجتماعی و انتقادهای سیاسی نپرداخت. رمان‌های «افسانهٔ جوبال» و «فلیکس هالت افراطی» منحصراً آثار سیاسی او هستند. این نویسنده در عرصهٔ تاریخ نیز دست به‌قلم بود و رمان تاریخی «رومولا» را نوشت که در آن فلورانس قرن پانزدهم را به‌تصویر کشیده‌است. الیوت اگرچه به‌لحاظ فروش کتاب‌هایش چندان موفق نبود، اما هنوز هم از لحاظ سبک نوشتاری مورد احترام ادبیات‌دوستان است. او هفت رمان و ۱۱ کتاب شعر از خود به‌جا گذاشته‌است.

### Online editions
- کارهای George Eliot در پروژه گوتنبرگ
- کارهای George Eliot (Mary Anne Evans) در Faded Page (کانادا)
- آثار نوشته‌شده یا دربارهٔ جرج الیوت در بایگانی اینترنت
- آثار جرج الیوت در لیبری‌واکس (کتابخانهٔ صوتی با مالکیت عمومی)